# Soriano Calabro
Soriano Calabro är en ort och kommun i provinsen Vibo Valentia i regionen Kalabrien i Italien. Kommunen hade 2 372 invånare (2017).